# Milagro eucarístico

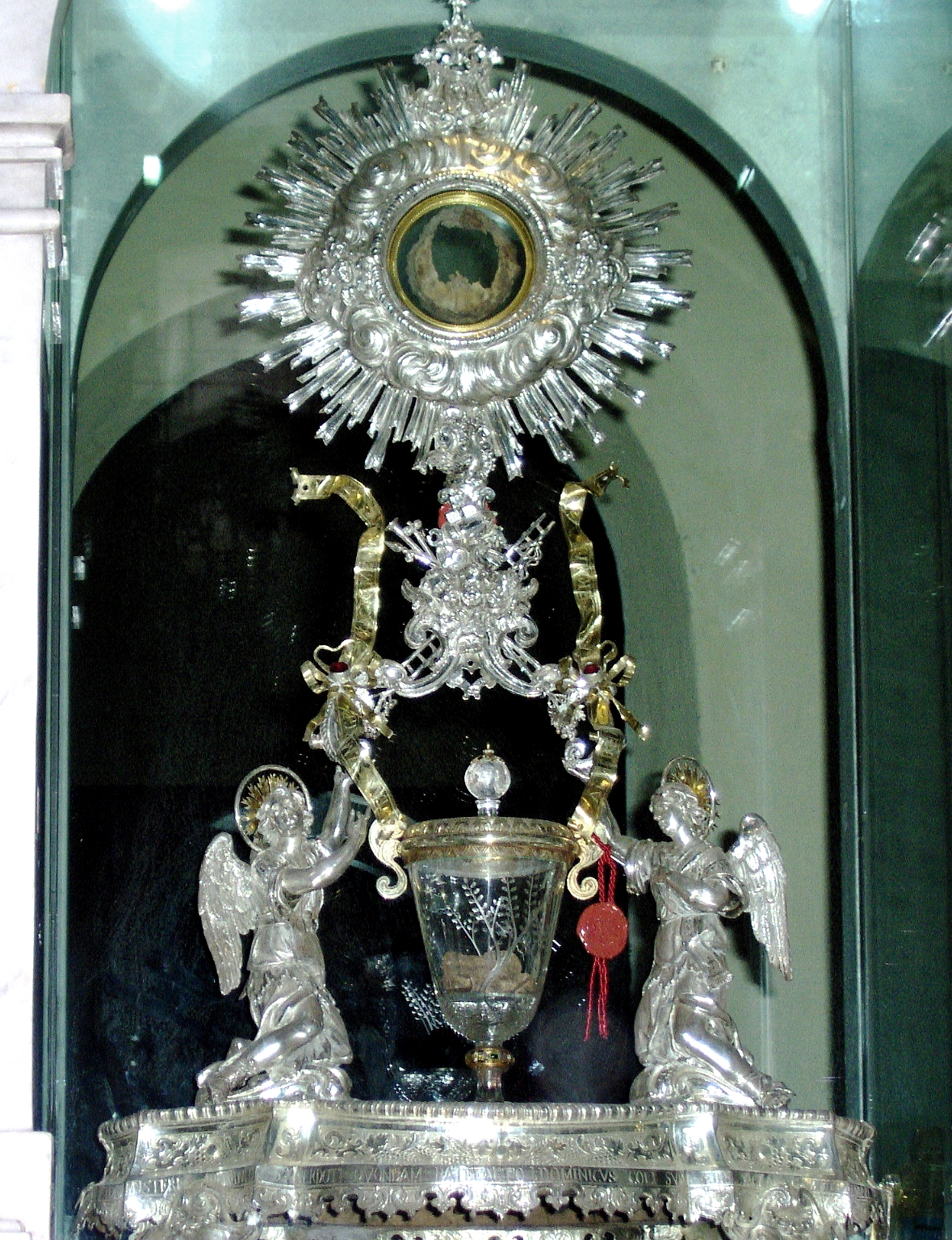
Sacrario del Milagro eucarístico de Lanciano; se mantiene que la parte superior contiene el tejido del corazón, mientras que el receptáculo inferior contiene las bolitas de sangre coagulada

En el cristianismo, un milagro eucarístico es un evento extraordinario considerado como milagro y que estuvo o está relacionado con la Eucaristía. Las Iglesias Católica Romana, Luterana, Ortodoxia bizantina, Metodista, Anglicana y Iglesias ortodoxas orientales creen que Cristo se manifiesta realmente en la Eucaristía y consideran esto un milagro eucarístico; Sin embargo, cuando hablamos de milagros eucarísticos nos referimos no solo a la forma en la que se da la Presencia real sino a fenómenos inexplicables, como Hostias consagradas que se transforman visiblemente en tejido miocárdico, que se conservan durante períodos de tiempo extremadamente largos, que sobreviven a ser arrojadas al fuego, que sangran o incluso que sostienen a personas durante décadas, y que la Iglesia Católica entiende como milagros que demuestran la transubstanciación.
La verificación de los milagros eucarísticos depende de un grupo de trabajo especial o comisión que investiga los supuestos milagros eucarísticos antes de decidir si son "dignos de fe". Al igual que ocurre con otras revelaciones privadas, como las apariciones marianas, la creencia en los milagros aprobados no es obligatoria para la Iglesia católica.

## Presencia Real
La doctrina eucarística católica romana se basa en una comprensión cuasi aristotélica de la realidad,). en la que la sustancia central o realidad esencial de una cosa determinada está ligada a sus realidades sensibles o accidentes, pero no es equivalente a ellos. En la celebración de la Eucaristía, mediante la  Plegaria eucarística consagratoria, la sustancia real del pan y del vino se transforman en el cuerpo y la sangre de Cristo. Este cambio de sustancia no es, sin embargo, la apariencia externa del pan y del vino -su accidentes-, que permanecen como antes. Este cambio sustancial se denomina transubstanciación, término reservado para describir el cambio en sí. Se utilizó la terminología Filosófica escolástica, pero no forma parte del dogma que definió la presencia de Cristo para la Iglesia católica romana en el Concilio de Trento. En la 13ª sesión del 11 de octubre de 1551, promulgó el siguiente decreto conciliar: 
"si alguien dice que la sustancia del pan y del vino permanece en el Santo Sacramento de la Eucaristía junto con el Cuerpo y la
Sangre de nuestro Señor Jesucristo y niega ese maravilloso y extraordinario cambio de toda la sustancia del vino en Su sangre, mientras sólo permanecen las especies del pan y del vino, cambio que la Iglesia católica ha llamado muy apropiadamente transubstanciación, sea anatema'" (Sesión 13, can.2 )".
Los puntos de vista protestantes sobre el hecho de la presencia de Cristo en la Eucaristía varían significativamente de una denominación a otra: mientras que muchos, como luteranos, anglicanos, metodistas y reformados están de acuerdo con los católicos romanos en que Cristo está realmente presente en la Eucaristía, no aceptan la definición de transubstanciación para describirlo. Según Tomás de Aquino, en el caso de los Milagros Eucarísticos extraordinarios en los que se altera la apariencia de los accidentes, esta alteración ulterior no se considera transubstanciación, sino un milagro posterior que tiene lugar para la edificación de la fe. La manifestación extraordinaria tampoco altera ni realza la presencia de Cristo en la Eucaristía, ya que el milagro no manifiesta la presencia física de Cristo:
"en apariciones de este tipo ... no se ve la especie propia [carne y sangre reales] de Cristo, sino una especie formada milagrosamente, bien a los ojos de los espectadores, bien en las propias dimensiones sacramentales."
Algunas denominaciones, especialmente los luteranos, tienen creencias similares con respecto a la Eucaristía y la Presencia real de Cristo en la eucaristía, aunque rechazan el concepto católico romano de la transubstanciación, prefiriendo en su lugar, la doctrina de la unión sacramental, en la que 
"el cuerpo y la sangre de Cristo están tan verdaderamente unidos al pan y al vino de la Sagrada Comunión que ambos pueden ser identificados. Son al mismo tiempo cuerpo y sangre, pan y vino. ...En este sacramento el cristiano luterano recibe el cuerpo y la sangre mismos de Cristo precisamente para fortalecer la unión de fe." 
Los luteranos sostienen que el milagro de la Eucaristía se efectúa durante las Palabras de Institución. Tanto las Iglesias Ortodoxas Orientales como las Iglesias Ortodoxas Orientales, como la Iglesia Copta, insisten "en la realidad del cambio del pan y el vino en el cuerpo y la sangre de Cristo en la consagración de los elementos, " aunque "nunca han intentado explicar la manera del cambio," rechazando así términos filosóficos para describirlo. La Iglesia Metodista sostiene de forma similar que Cristo está realmente presente en la Eucaristía "a través de los elementos del pan y el vino", pero mantiene que la forma en que está presente es un Misterio Sagrado. Todos los anglicanos afirman la presencia real de Cristo en la Eucaristía, aunque el anglicanos evangélicos creen que se trata de una presencia pneumática, mientras que los de confesión anglocatólica creen que se trata de una presencia corpórea, pero al mismo tiempo siguen rechazando la explicación filosófica de la transubstanciación.

## Milagros eucarísticos extraordinarios

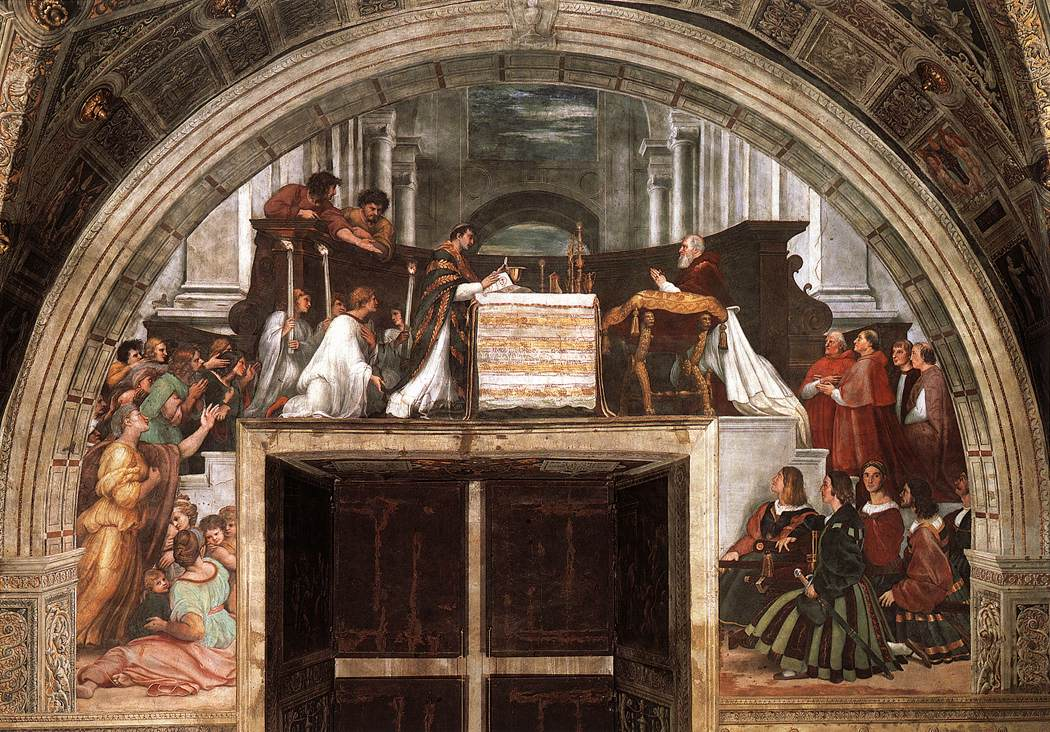
La Misa de Bolsena, fresco de Rafael (1512, en Salas de Rafael del Palacio Apostólico, Ciudad del Vaticano)

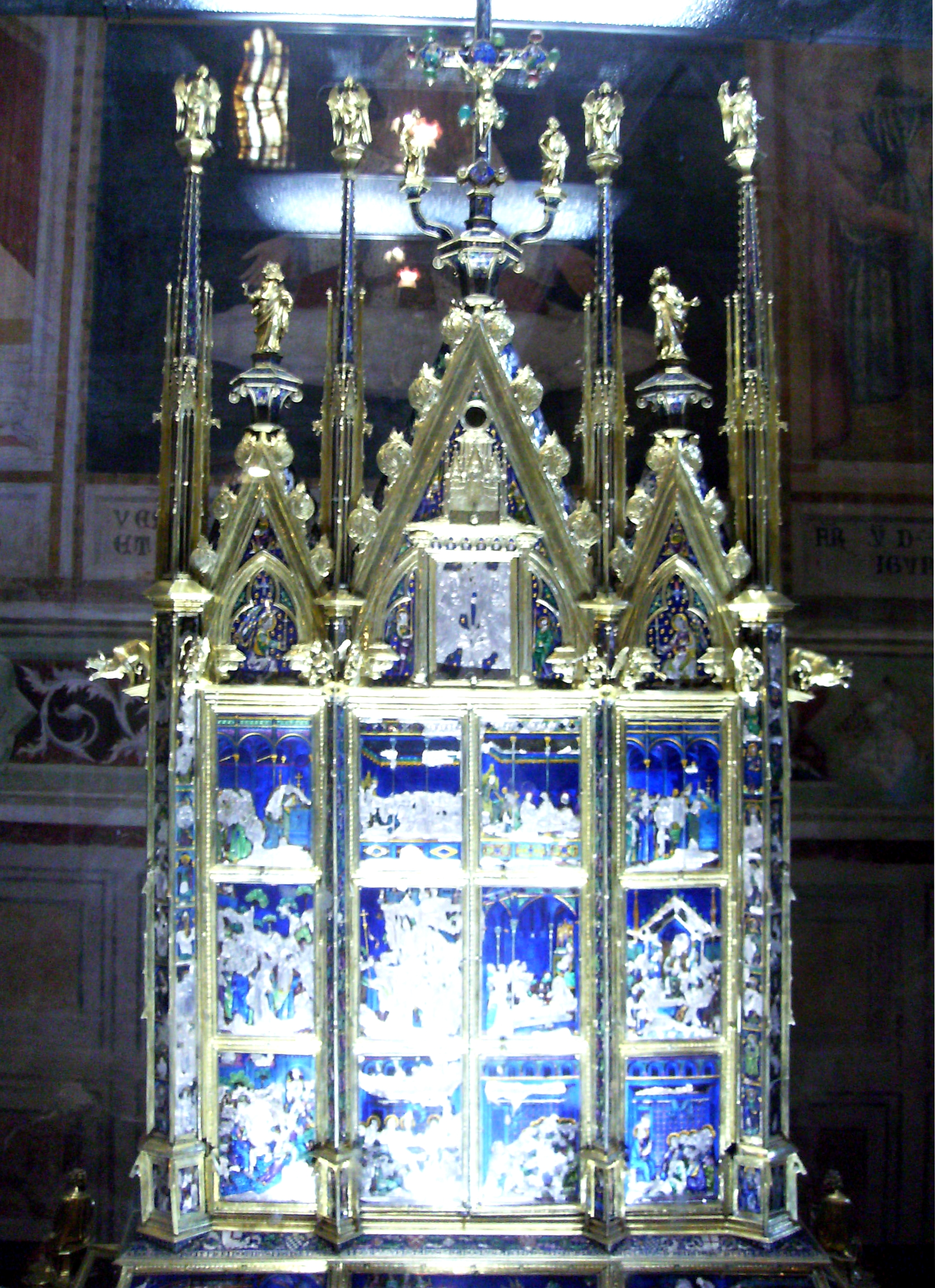
Milagro eucarístico de Bolsena en un relicario realizado por Ugolino di Vieri

### Ayuno místico
Algunos santos católicos sobrevivieron durante años sin comer nada más que la Eucaristía. Marthe Robin (Venerable) ayunó de toda comida y bebida excepto de la Eucaristía desde 1930 hasta su muerte en 1981.
La Sierva de Dios brasileña Floripes Dornellas de Jesus vivió 60 años alimentándose sólo de la Eucaristía.
Teresa Neumann, la célebre estigmatizada católica de Baviera no se alimentó de nada sólido salvo de la Sagrada Eucaristía desde 1926 hasta su muerte en 1962, unos 36 años después. En una biografía escrita sobre ella afirmó que en numerosas ocasiones intentó comer otras cosas sólo para que regurgitaran inmediatamente al intentar tragarlas.

### Comunión sobrenatural
Se dice que algunos santos recibieron la Sagrada Comunión de ángeles. Un ejemplo son los videntes de Nuestra Señora de Fátima que recibieron la Eucaristía de un ángel. El ángel, "más blanco que la nieve, ... bastante transparente, y tan brillante como el cristal bajo los rayos del sol", ofreció la hostia eucarística y el cáliz a la Santísima Trinidad en reparación por los pecados cometidos contra Jesucristo, luego administró la Eucaristía a los videntes y les ordenó que hicieran actos de reparación. Otro ejemplo es Santa Faustina recibiendo la Eucaristía de un serafín. En una ocasión, vio a un serafín deslumbrante vestido con una túnica de oro, con un sobrepelliz y estola transparentes, sosteniendo un cáliz de cristal cubierto con un velo transparente, que le dio a beber a Faustina. En otro momento, cuando ella estaba dudando, Jesús y un serafín se aparecieron ante ella. Ella le preguntó a Jesús, pero como él no respondió, le preguntó al serafín si podía oír su confesión. El serafín respondió: "ningún espíritu en el cielo tiene ese poder" y le administró la Eucaristía.

### Carne, sangre y levitación
El tipo de milagro eucarístico más raro del que se tiene noticia es aquel en el que la Eucaristía se convierte en carne humana, como en el milagro de Lanciano que algunos creen que ocurrió en Lanciano, Italia, en el siglo VIII. Sin embargo, un milagro eucarístico más comúnmente reportado es el de la Hostia Sangrante, donde la sangre comienza a gotear de una hostia consagrada, el pan consagrado durante la Misa. Otros tipos de verdaderos milagros incluyen la conservación de hostias consagradas durante cientos de años, como el acontecimiento de las Hostias Milagrosas de Siena. Otros milagros incluyen el paso de una hostia consagrada a través del fuego sin sufrir daños, la desaparición de hostias consagradas robadas y su aparición en iglesias, y la levitación de hostias consagradas.
La "Misa de Bolsena", representada en un famoso fresco de Rafael en el Vaticano, fue un incidente que tuvo lugar en 1263. Un sacerdote de Bohemia que dudaba de la doctrina de la transubstanciación, celebró misa en Bolsena, una ciudad al norte de Roma. Durante la misa, el pan de la eucaristía comenzó a sangrar. La sangre de la hostia cayó sobre el mantel del altar en forma del rostro de Jesús, como se representaba tradicionalmente, y el sacerdote llegó a creer.
En 1264, el Papa Urbano IV instituyó la Fiesta del Corpus Christi.
Ha habido muchos otros supuestos milagros con Hostias consagradas. Varios de ellos se describen a continuación.
Una historia de Ámsterdam, 1345, afirma que un sacerdote fue llamado para administrar Viático a un moribundo. Le dijo a la familia que si el hombre vomitaba, debían tomar el contenido y arrojarlo al fuego. El hombre vomitó, y la familia hizo lo que el sacerdote les había aconsejado. A la mañana siguiente, una de las mujeres fue a rastrillar el fuego y vio la Hostia sobre la rejilla, intacta y rodeada de luz. Al parecer, había pasado indemne tanto por el aparato digestivo del hombre como por el fuego. La historia se conmemora con una  procesión silenciosa anual por el centro de Ámsterdam.

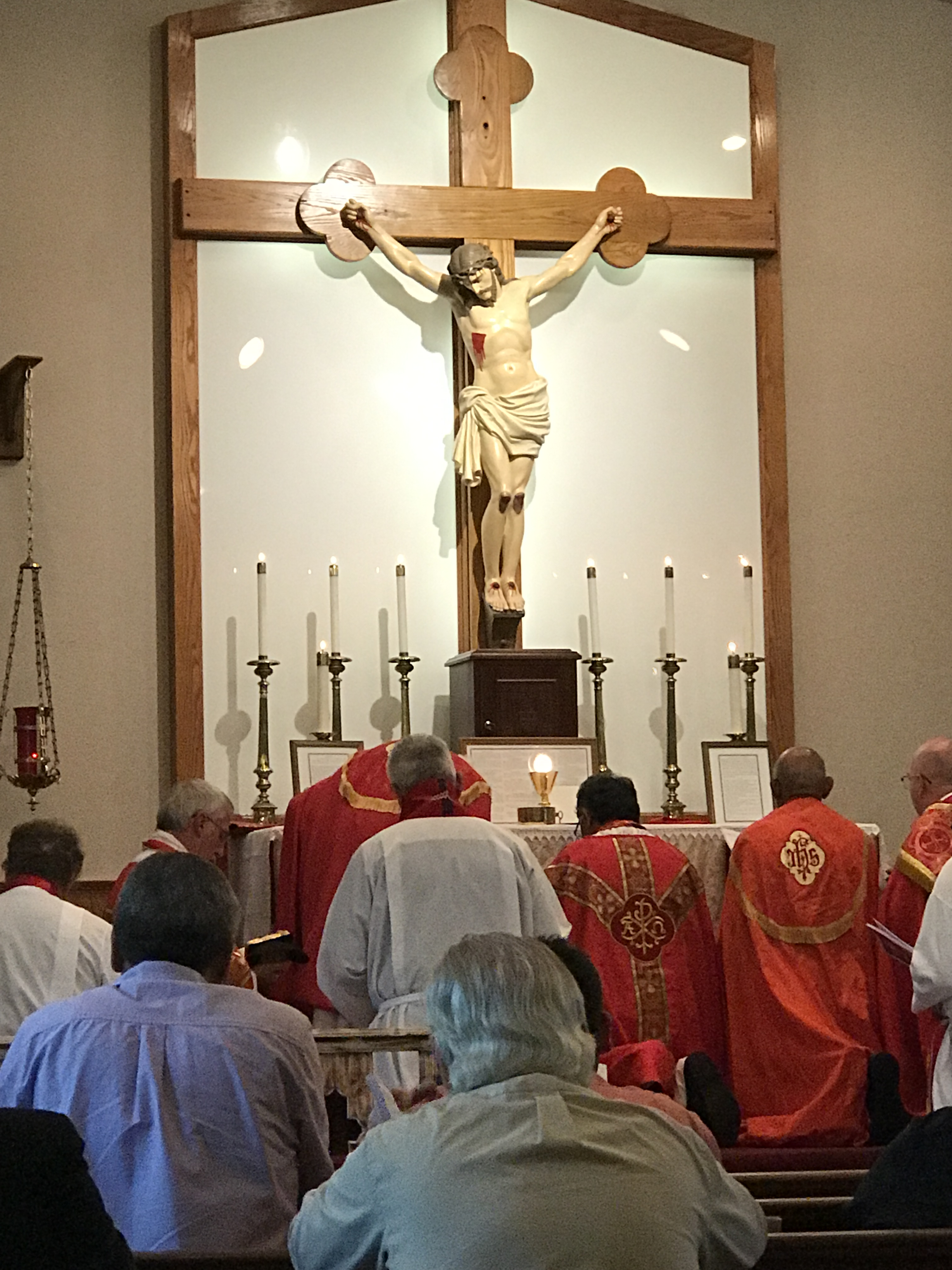
Iglesia anglicana del Corpus Christi

Según otra historia, un granjero de Baviera llevó una Hostia consagrada de misa a su casa, creyendo que le traería buena fortuna a él y a su familia. Sin embargo, sintió que lo que había hecho estaba muy mal y volvió a la iglesia para confesar su pecado. Al darse la vuelta, la Hostia voló de su mano, flotó en el aire y aterrizó en el suelo. La buscó, pero no pudo véase. Volvió acompañado de muchos aldeanos y del sacerdote, que se inclinó para recoger la Hostia, tras haberla véase a cierta distancia. Volvió a elevarse en el aire, flotó, cayó al suelo y desapareció. Se informó al obispo, que acudió al lugar y se inclinó para recoger la Hostia. De nuevo voló por los aires, permaneció suspendida durante largo rato, cayó al suelo y desapareció.
Un supuesto milagro de Bruselas de 1370 implica una acusación de profanación de hostias; alguien intentó apuñalar varias Hostias, pero sangraron milagrosamente y por lo demás resultaron ilesas. Las Hostias fueron veneradas en siglos posteriores.
Cesáreo de Heisterbach relata varias historias de milagros eucarísticos en su libro Diálogo sobre los milagros; la mayoría de las historias que cuenta son de boca en boca. Entre ellas, la de Gotteschalk de Volmarstein, que vio a un niño en la Eucaristía, la de un sacerdote de Wickindisburg que vio cómo la Hostia se convertía en carne viva, y la de un hombre de Hemmenrode que vio la imagen de un Jesús crucificado y sangre goteando de la Hostia. Sin embargo, todas estas imágenes acabaron convirtiéndose en la Hostia. Caesarius también relata historias más extraordinarias, como la de unas abejas que crearon un santuario para Jesús después de colocar un trozo de la Eucaristía en una colmena,: 130  una iglesia que se redujo a cenizas mientras la píxide que contenía la Eucaristía seguía intacta,: 136  y la de una mujer que encontró la Hostia transformada en sangre congelada después de guardarla en una caja.: 142 

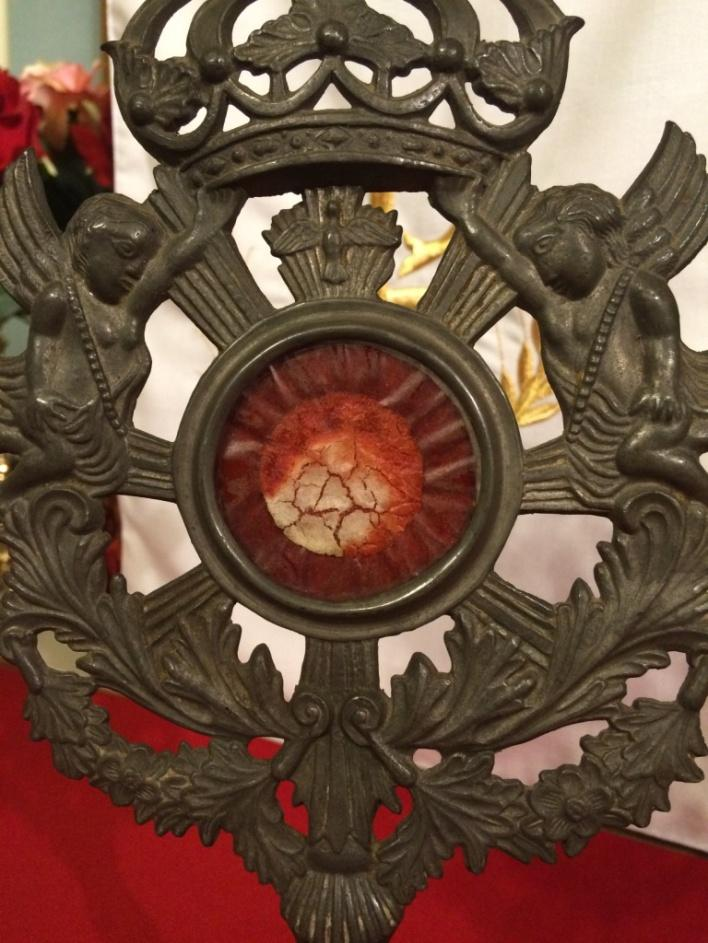
Milagro eucarístico de Aalst en 2016

En 2016, en Aalst, una pequeña ciudad de Flandes (Bélgica), una hostia de comunión de 200 años de antigüedad se puso repentinamente roja como la sangre en una custodia. El 7 de julio a las 17:45 horas, esta hostia de comunión comenzó a colorear de forma espontánea, en presencia de ocho testigos. El fenómeno ocurrió en la casa del padre Eric Jacqmin, un sacerdote católico tradicional (sedevacantista). Un radiólogo, un director de una importante empresa química alemana y un supervisor de laboratorio de una empresa química multinacional han llegado a la conclusión de que no existe una explicación científica para el fenómeno.

### Aparición de la imagen de Jesús
Dos milagros eucarísticos fueron reportados en el siglo XXI en Kerala, India. Uno fue en Chirattakonam en distrito de Kollam, y el otro fue en Vilakkannur en Naduvil. En ambos casos, una imagen que se parece a Jesús apareció en la hostia consagrada.

## Lista de Carlo Acutis
El beato Carlo Acutis fue un joven católico italiano nacido en Inglaterra y diseñador de páginas web, conocido sobre todo por documentar milagros eucarísticos en todo el mundo y catalogarlos en una página web que creó antes de morir de leucemia. La siguiente lista muestra algunos de estos milagros: El doctor Ricardo Castañón Gómez, participó en la demostración por el método científico, de la veracidad de los hechos en varios de los últimos años.
| Ciudad Milagro           | Año            | País                | Resumen                                                                                           |
| ------------------------ | -------------- | ------------------- | ------------------------------------------------------------------------------------------------- |
| Buenos Aires             | 1992-1994-1996 | Argentina           | Anfitrión sangrante                                                                               |
| Fiecht                   | 1310           | Austria             | El vino se convierte en sangre hierve desborda el cáliz, sacerdote dudoso                         |
| Seefeld                  | 1384           | Austria             | Terremoto al mismo tiempo que la hostia sangra.                                                   |
| Weiten-Raxendorf         | 1411           | Austria             | Anfitrión sangrante                                                                               |
| Bois-Seigneur-Isaac      | 1405           | Bélgica             | Anfitrión sangrante                                                                               |
| Bruges                   | 1203           | Bélgica             | Relicto de la sangre de Jesús                                                                     |
| Bruselas                 | 1370           | Bélgica             | Hostia Sangrante; Hostia robada                                                                   |
| Herentals                | 1412           | Bélgica             | Hostia robada intacta después de ocho días en forma de cruz                                       |
| Herkenrode-Hasselt       | 1317           | Bélgica             | Hostia sangrante                                                                                  |
| Liège                    | 1374           | Bélgica             | Fiesta del Corpus Christi                                                                         |
| Middleburg-Lovanio       | 1374           | Bélgica             | Hostia Sangrante                                                                                  |
| Tumaco                   | 1906           | Colombia            | Isla salvada por el Santísimo Sacramento                                                          |
| Ludbreg                  | 1411           | Croacia             | Vino convertido en sangre                                                                         |
| Scete                    | siglo III-V    | Egipto              | Niño Jesús véase en lugar de pan.                                                                 |
| Santa María de Egipto    | siglo IV-V     | Egipto              | Obispo camina sobre el agua para recibir la comunión.                                             |
| Aviñón                   | 1433           | Francia             | La Eucaristía sobrevive a la inundación                                                           |
| Blanot                   | 1331           | Francia             | Hostia sangrante                                                                                  |
| Burdeos                  | 1822           | Francia             | Jesús aparece como anfitrión                                                                      |
| Dijon                    | 1430           | Francia             | Anfitrión sangrante                                                                               |
| Douai                    | 1254           | Francia             | El niño aparece después de la caída del huésped.                                                  |
| Francia                  | 1608           | Francia             | El fuego destruye el altar pero no la Hostia.                                                     |
| La Rochelle              | 1461           | Francia             | Hostia cura a niño paralítico                                                                     |
| Les Ulmes                | 1668           | Francia             | Anfitrión reemplazado por hombre                                                                  |
| Marsella-En-Beauvais     | 1533           | Francia             | Hostias robadas encontradas en perfecto estado                                                    |
| Neuvy Saint Sepulcre     | 1257           | Francia             | Hostia cura a niño paralítico                                                                     |
| París                    | 1290           | Francia             | Hostia robada y devuelta                                                                          |
| Pressac                  | 1643           | Francia             | El anfitrión sobrevive al fuego                                                                   |
| Augsburgo                | 1194           | Alemania            | Anfitrión sangrante                                                                               |
| Benningen                | 1216           | Alemania            | Anfitrión sangrante                                                                               |
| Bettbrunn                | 1125           | Alemania            | Hostia robada no pudo ser recogida hasta la oración del obispo.                                   |
| Erding                   | 1417           | Alemania            | Hostia robada encontrada                                                                          |
| Kranenburg               | 1280           | Alemania            | Hostia arrojada cerca de un árbol, el árbol forma un crucifijo.                                   |
| Regensburg               | 1255           | Alemania            | El Señor le quita la Hostia a un sacerdote dubitativo.                                            |
| Walldürn                 | 1330           | Alemania            | Vino convertido en sangre en forma de Cristo crucificado.                                         |
| Wilsnack                 | 1383           | Alemania            | El anfitrión sobrevive al fuego                                                                   |
| Weingarten               | 1094           | Alemania            | Reliquia de la sangre de Jesús                                                                    |
| Alkmaar                  | 1429           | Holanda             | El vino se convierte en sangre                                                                    |
| Ámsterdam                | 1345           | Holanda             | El anfitrión sobrevive al vómito y al fuego.                                                      |
| Bergen                   | 1421           | Holanda             | Sacerdote dudoso arroja Hostias al río. Hostias encontradas sangrando                             |
| Boxmeer                  | 1400           | Holanda             | Vino convertido en sangre                                                                         |
| Boxtel-Hoogstraten       | 1380           | Holanda             | Sacerdote accidentalmente de caer vino.El vino se combierte en sangre                             |
| 1300                     | 1300           | Holanda             | Hostia robada encontrada en perfecto estado                                                       |
| Meerssen                 | 1222           | Holanda             | Anfitrión sangrante                                                                               |
| Meerssen                 | 1465           | Holanda             | Anfitrión rescatado del fuego                                                                     |
| Stiphout                 | 1342           | Holanda             | Rescatado del incendio                                                                            |
| Alatri                   | 1228           | Italia              | El anfitrión es robado y se convierte en carne                                                    |
| Asti                     | 1535           | Italia              | Anfitrión sangrante                                                                               |
| Bagno di Romagna         | 1412           | Italia              | Hostia sangrante; Sacerdote dudoso                                                                |
| Bolsena                  | 1264           | Italia              | Hostia se convierte en carne. El Papa y T. Aquino son testigos de la hostia.                      |
| Canosio                  | 1630           | Italia              | La inundación se detiene; Sacerdote con la Eucaristía rezó sobre las aguas de la inundación       |
| Cascia                   | 1330           | Italia              | Hostia sangrante                                                                                  |
| Cava dei Tirreni         | 1656           | Italia              | Peste detenida por procesión eucarística                                                          |
| Dronero                  | 1631           | Italia              | Incendio detenido; Sacerdote con Eucaristía rezó ante el fuego.                                   |
| Ferrara                  | 1171           | Italia              | Hostia sangrante. Manchas en el techo.                                                            |
| Florencia                | 1230           | Italia              | El vino se convierte en sangre                                                                    |
| Florencia                | 1595           | Italia              | La Eucaristía sobrevive al fuego                                                                  |
| Gruaro (Valvasone)       | 1294           | Italia              | Hostia sangrante                                                                                  |
| Lanciano                 | 750            | Italia              | La Hostia se convierte en carne; el vino en Sangre. Sacerdote dudoso                              |
| Macerata                 | 1356           | Italia              | Hostia Sangrante; Sacerdote dudoso                                                                |
| Mogoro                   | 1604           | Italia              | Hombres pecadores escupen Hostia; Hostia se calienta, deja huella en el suelo.                    |
| Morrovalle               | 1560           | Italia              | Hostia sobrevive al fuego                                                                         |
| Offida                   | 1273           | Italia              | Anfitrión se convierte en carne después de intentar usarlo en brujería.                           |
| Patierno (Nápoles)       | 1772           | Italia              | Hostias robadas encontradas                                                                       |
| Rimini                   | 1227           | Italia              | San Antonio apuesta con incrédulo que mula hambrienta recogerá Hostia a comida                    |
| Roma                     | 1610           | Italia              | Hostia se convierte en carne                                                                      |
| Roma                     | Siglos VI-VII  | Italia              | El anfitrión se hace carne                                                                        |
| Rosano                   | 1948           | Italia              | El anfitrión deja una huella en el suelo. El sacerdote duda.                                      |
| Fuente Avellana          | siglo XI       | Italia              | Hostia se convierte en carne; iba a ser usada en brujería; atestiguada por San Pedro Damián       |
| Asís                     | 1240           | Italia              | Clara de Asís: Santa Clara aleja a los invasores mostrando la Eucaristía.                         |
| Salzano                  | 1517           | Italia              | Sacerdote da Viático; burros encabezan procesión y hacen genuflexión                              |
| San Mauro La Bruca       | 1969           | Italia              | Hostia robada                                                                                     |
| Scala                    | 1732           | Italia              | Aparecen signos de Pasión en la Hostia                                                            |
| Siena                    | 1730           | Italia              | Hostias consagradas intactas durante 276 años, hostias no consagradas se pudren                   |
| Trani                    | siglo XI       | Italia              | Hostia sangrante. Robado, el ladrón intenta freír la hostia, la hostia sangra.                    |
| Turín                    | 1453           | Italia              | Hostia robada y custodia se elevan; más tarde la Hostia se ilumina.                               |
| Turín                    | 1640           | Italia              | Intento de robar la hostia, impedido por las llamas.                                              |
| Veroli                   | 1570           | Italia              | Jesús aparece en la Hostia                                                                        |
| Volterra                 | 1472           | Italia              | Hostias robadas; Hostias levantadas e iluminadas                                                  |
| Morne-Rouge              | 1902           | Martinica           | Pueblo sobrevive a volcán; Después imagen Jesús en Hostia                                         |
| Tixtla                   | 2006           | México              | Hostia sangrante                                                                                  |
| Eten                     | 1649           | Perú                | Jesús aparece en Anfitrión                                                                        |
| Glotowo                  | 1290           | Polonia             | Hostia enterrada encontrada iluminada                                                             |
| Cracovia                 | 1345           | Polonia             | Hostia robada encontrada iluminada                                                                |
| Legnica                  | 2013           | Polonia             | Anfitrión sangrante                                                                               |
| Poznań                   | 1399           | Polonia             | Anfitrión robado y destruido; Partículas encontradas iluminadas                                   |
| Sokółka                  | 2008           | Polonia             | Anfitrión sangrante                                                                               |
| Santarém                 | 1247           | Portugal            | Hostia Sangrante se convierte en carne                                                            |
| San Andrés de la Reunión | 1902           | Islas de la Reunión | El rostro de Jesús aparece en la Hostia                                                           |
| Alboraya-Almacéra        | 1348           | España              | Hostia arrojada al río; salvada por un pez                                                        |
| Alcalá                   | 1597           | España              | Hostia robada devuelta; hostia intacta después de 11 años                                         |
| Alcoy                    | 1568           | España              | Hostias robadas encontradas                                                                       |
| Caravaca de la Cruz      | 1231           | España              | Imagen de Jesús en Hostia; rey musulmán se convierte                                              |
| Cimballa                 | 1370           | España              | Hostia sangrante; sacerdote dudoso                                                                |
| Daroca                   | 1239           | España              | Hostia sangrante; Llevado a la victoria militar                                                   |
| Gerona                   | 1297           | España              | Hostia Sangrante; Sacerdote dudoso; Sacerdote no pudo tragar Hostia.                              |
| Gorkum-El Escorial       | 1572           | España              | Hostia sangrante. Profanada antes de sangrar                                                      |
| Guadalupe                | 1420           | España              | Hostia sangrante                                                                                  |
| Ivorra                   | 1010           | España              | Vino en Sangre Sacerdote dudoso                                                                   |
| Moncada                  | 1392           | España              | Niña quiere jugar con Jesús; Sacerdote duda ordenación                                            |
| Montserrat               | 1657           | España              | Durante la consagración niña ve a su padre en el purgatorio rodeado de llamas; tejido se enciende |
| O'Cebreiro               | 1300           | España              | Anfitrión de la carne; sacerdote dudoso                                                           |
| Onil                     | 1824           | España              | Hostia robada                                                                                     |
| Ponferrada               | 1533           | España              | Hostia robada encontrada. Tabernáculo robado.                                                     |
| S. Juan de las Abadesas  | 1251           | España              | Hostia robada; imagen de Jesús en la Hostia                                                       |
| Silla                    | 1907           | España              | Hostias robadas encontradas en perfecto estado                                                    |
| Valencia                 |                | España              | Cáliz usado por Jesús en su Última Cena                                                           |
| Zaragoza                 | 1427           | España              | Hostia robada; imagen de Jesús en la hostia                                                       |
| Ettiswil                 | 1447           | Suiza               | Hostia robada encontrada encendida en siete pedazos en el aire en forma de flor                   |
| Betania                  | 1991           | Venezuela           | Hostia sangrante                                                                                  |